# چگونه یک پسر بهتر بسازیم
چگونه یک پسر بهتر بسازیم (به انگلیسی: How to Build a Better Boy) یک فیلم اختصاصی شبکه دیزنی، به کارگردانی پائول هوئن و نویسندگی جیسون میلند، محصول سال ۲۰۱۴ آمریکا است. چین آن مک‌کلین، کلی برگلند و مارشال ویلیامز از بازیگران اصلی این فیلم هستند.
فیلم‌برداری این فیلم در تورنتو، انتاریو و دانشگاه تورنتو انجام شد.
این فیلم اولین بار در ۱۵ اوت ۲۰۱۴ از شبکه دیزنی پخش شد، موزیک ویدئوی آریانا گرانده نیز قبل و بعد فیلم پخش شد

## داستان
دو نوجوان دبیرستانی، ناخواسته از یک نرم‌افزار نظامی، برای برنامه‌ریزی یک دوست‌پسر رباتیک استفاده می‌کنند.

## بازیگران
- چین آن مک‌کلین در نقش گبی هریسون[۳]
- کلی برگلند در نقش مِی هارتلی
- مارشال ویلیامز در نقش آلبرت بنکس
- مت شیوی در نقش بارت هارتلی
- اشلی آرگوتا در نقش نِوِی بارنس
- نوحا سنتینو در نقش جیدن استارک
- راجر بارت در نقش دکتر جیمز هارتلی
- ساشا کلمنتس در نقش مارنی
- ران لی در نقش ژنرال مکفی
- لِوِه لوکاس در نقش سرگرد جنکس
- پائولینو نونس در نقش زفیر
- مت تیلور در نقش ویویل
- الکس کارزیس در نقش پکس

## موسیقی
موسیقی این فیلم، توسط چین آن مک‌کلین و کلی برگلند تحت عنوان چیزی واقعی ضبط شد، و نسخه دیجیتالی آن توسط والت دیزنی رکوردز در سال ۲۰۱۴ منتشر شد.

### ترانه
سابرینا کارپنتر - برجسته
کلی برگلند و مارشال ویلیامز - مثل یک آهنگ عاشقانه دوستت دارم (سلنا گومز و کاور سکانس)
چین آن مک‌کلین و کلی برگلند - چیزی واقعی

## بازخورد
اولین نمایش این فیلم از شبکه دیزنی باعث جذب ۴٬۶ میلیون مخاطب شد.

## جوایز
| سال  | جایزه                                          | دریافت‌کننده   | نتیجه    |
| ---- | ---------------------------------------------- | ------------- | -------- |
| ۲۰۱۳ | جایزه انجمن کارگردانان آمریکا بهترین کارگردانی | پائول هوئن    | نامزدشده |
| ۲۰۱۳ | جایزه ایمیج بهترین بازیگر زن                   | چین آن مک‌کلین | نامزدشده |